# Distretto di Chieti
Il distretto di Chieti fu una delle suddivisioni amministrative del Regno delle Due Sicilie, subordinate alla provincia di Abruzzo Citeriore, soppressa nel 1860.

## Istituzione e soppressione
Fu costituito nel con la legge 132 del 1806 Sulla divisione ed amministrazione delle province del Regno, varata l'8 agosto di quell'anno da Giuseppe Bonaparte. Con l'occupazione garibaldina e annessione al Regno di Sardegna del 1860 l'ente fu soppresso.

## Suddivisione in circondari
Il distretto era suddiviso in successivi livelli amministrativi gerarchicamente dipendenti dal precedente. Al livello immediatamente successivo, infatti, individuiamo i circondari, che, a loro volta, erano costituiti dai comuni, l'unità di base della struttura politico-amministrativa dello Stato moderno. A questi ultimi potevano far capo le ville, centri a carattere prevalentemente rurale. I circondari del distretto di Chieti ammontavano a otto ed erano i seguenti:
- Circondario di Bucchianico:
Bucchianico, Ari (con la villa di Turrimarchi), Vacri, Fara Filiorum Petri, Casacanditella (con la villa di Semivicoli), e Villa magna;
- Circondario di Caramanico:
Caramanico (con le ville di Santa Croce e San Vittorino), Sant'Eufemia, Salle, Musellaro,  Roccamorice e Rocca Caramanica;
- Circondario di Chieti:
Chieti, Torrevecchia (con la villa di Castelferrato) e Forcabobolina (con la villa di Primavilla);
- Circondario di Francavilla:
Francavilla, Pescara (con la villa di Villa del Fuoco), San Silvestro (con le ville di Val di Rocco e Fontanella) e Ripa Teatina;
- Circondario di Guardiagrele:
Guardiagrele, Filetto, Rapino, San Martino, e Sennapiedimonte;
- Circondario di Manoppello:
Manoppello, Lettomanoppello, Serramonacesca, Roccamontepiano, Pretoro, Casale e Ripacorbaria;
- Circondario di San Valentino:
San Valentino, Turri Valignani, Abbateggio, Tocco e Bolognano;
- Circondario di Tollo:
Tollo, Canosa (con la villa di Moggio), Giugliano, Miglianico, Vill'Arielli e Arielli.